# Trapelus microtympanum
Trapelus microtympanum là một loài thằn lằn trong họ Agamidae. Loài này được Werner mô tả khoa học đầu tiên năm 1895.